# Digitivalva christophi
Digitivalva christophi is een vlinder uit de familie van de koolmotten (Plutellidae). De wetenschappelijke naam is voor het eerst geldig gepubliceerd in 1958 door Toll.
De soort komt voor in Europa.